# Siège de Paris (1370)
Pour les articles homonymes, voir Siège de Paris.
Guerre de Cent Ans
Batailles
Le siège de Paris de 1370 est une tentative de siège par les troupes anglaises de Robert Knolles lors de sa chevauchée de 1370.

## Préambule
Le roi de France Jean II étant mort en 1364, le dauphin Charles monte sur le trône sous le nom de Charles V. Afin de faire oublier le passé et de se concilier la bienveillance des Parisiens, le nouveau roi embellit la capitale et s'assure de la sécurité publique. Il consacre une grande partie des subsides accordés par les Etats généraux de 1369 à l'achèvement des fortifications de Paris qu'Étienne Marcel avait commencées 12 ans plus tôt.
Robert Knolles, à la tête d'une chevauchée de 4 000 archers et 1 500 hommes d'armes, part de Calais fin juillet 1370, entre dans le Boulonnais et pille les campagnes en contournant les villes fortes comme Amiens, Noyon, Reims et Troyes.

## Le siège
Les troupes anglaises de Robert Knolles se présentent le 23 septembre 1370 devant Paris, en arrivant du Gâtinais, incendiant les villages des alentours de la capitale.
Des hautes tours de Sainte Geneviève, des fenêtres de l'hôtel Saint Pol, on pouvait apercevoir les flammes et les fumées des villages que les Anglais incendiaient. 
Trois armées françaises tenaient la campagne, mais Charles V avait défendu de livrer bataille. Il ne voulait plus remettre les destinées de la couronne aux hasards d'une journée décisive, il préférait des attaques partielles, une guerre d'escarmouches, de sièges, d'embuscades, durant laquelle l'Anglais s'épuisait lentement.
Après avoir pillé et brulé les faubourgs de Paris, durant 2 jours, sans avoir combattu les troupes du roi de France, les troupes anglaises se retirent.

## Conséquences
Se dirigeant vers le Maine, l'armée anglaise est décimée par un froid extraordinaire et s'épuise au milieu du pays qu'elle avait dévasté, tout en étant harcelé par les forces de Bertrand Du Guesclin qui leur inflige le 4 décembre 1370 une nouvelle défaite lors de la bataille de Pontvallain.